# Bądki (województwo pomorskie)
Bądki – wieś w Polsce, położona w województwie pomorskim, w powiecie kwidzyńskim, w gminie Gardeja, przy drodze krajowej nr .
| SIMC    | Nazwa     | Rodzaj    |
| ------- | --------- | --------- |
| 0149825 | Czachówek | część wsi |

W latach 1975–1998 wieś administracyjnie należała do województwa elbląskiego.
Aktualnie wieś zabiega o włączenie w granice administracyjne miasta Kwidzyn.
Wieś założona prawdopodobnie w 1293 roku.